# ズー・エンタテインメント
ズー・エンタテインメント（Zoo Entertainment）は、アメリカ合衆国に存在したレコードレーベル。1990年に元アイランド・レコード取締役だったルー・マグリアによって設立。トゥールが在籍しプラチナ・アルバムを3枚リリースした。1996年にヴォルケーノ・エンタテインメントに売却。そのヴォルケーノ・エンタテインメントも1998年にRCA/JIVEグループに売却された。

## 主なアーティスト
- キリング・ジョーク
- クラレンス・クレモンズ
- グレイト・ホワイト
- マシュー・スウィート
- トゥール
- バーニング・スピア
- フィリップ・ベイリー
- プロコル・ハルム
- ラスク
- リトル・フィート